# 30. Sinfonie (Haydn)
Die Sinfonie C-Dur Hoboken-Verzeichnis I:30 komponierte Joseph Haydn im Jahr 1765 während seiner Anstellung als Vize-Kapellmeister beim Fürsten Nikolaus I. Esterházy. Ihr Beiname „Alleluja“ geht auf das Hauptthema des ersten Satzes zurück, das auf dem österlichen Alleluja des entsprechenden gregorianischen Chorals aufbaut.

## Allgemeines

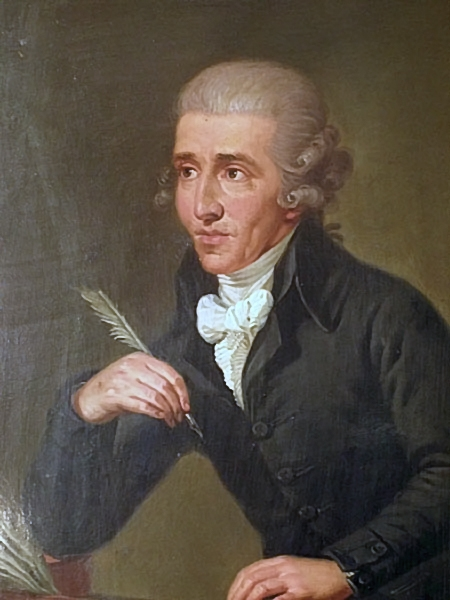
Joseph Haydn (Gemälde von Ludwig Guttenbrunn, um 1770)

Aus dem Entstehungsjahr der Sinfonie Nr. 30 (1765) sind drei weitere Sinfonien Joseph Haydns in datierten Autographen erhalten: Nr. 28, Nr. 29 und Nr. 31.
Der Name „Alleluja“ ist bereits auf zeitgenössischen Abschriften der Sinfonie vorhanden. Er basiert auf der Verwendung des gregorianischen Alleluja der österlichen Liturgie im Hauptthema des ersten Satzes. Auch andere Komponisten des 18. Jahrhunderts benutzten dieses Alleluja – z. B. Wolfgang Amadeus Mozart in dem Kanon Köchelverzeichnis 553 oder Gottlieb Muffat als Thema einer Fuge. Haydn selbst verwendete das Thema nochmals im Baryton-Trio D-Dur Hoboken-Verzeichnis XI:64, dessen erster Satz auf den ersten Satz der Sinfonie Nr. 30 zurückgeht.
Aufgrund der Verwendung des gregorianischen Allelujas wurde die Sinfonie vielleicht (auch) für den kirchlichen Gebrauch (mögliche Aufführung am Ostersonntag 1765) komponiert.
Eine Besonderheit der Sinfonie ist zudem die Verschmelzung von Menuett und Finale zu einem rondoartigen „Tempo di Menuet“ – ein Formtyp, den Haydn auch in Klaviersonaten und Klaviertrios verwendete, bei den Sinfonien jedoch nur selten benutzte (ähnliche Struktur z. B. bei Nr. 18).

## Zur Musik
Besetzung: Querflöte (diese nur im zweiten und dritten Satz), zwei Oboen, zwei Hörner, zwei  Violinen, Viola, Cello, Kontrabass. Zur Verstärkung der Bass-Stimme wurde damals auch ohne gesonderte Notierung ein Fagott eingesetzt. Über die Beteiligung eines Cembalo-Continuos in Haydns Sinfonien bestehen unterschiedliche Auffassungen.
Aufführungszeit: ca. 15 Minuten.
Bei den hier benutzten Begriffen der Sonatensatzform ist zu berücksichtigen, dass dieses Modell erst Anfang des 19. Jahrhunderts entworfen wurde (siehe dort) und für eine Sinfonie von 1765 nur mit Einschränkungen herangezogen werden kann.  – Die hier vorgenommene Beschreibung und Gliederung der Sätze ist als Vorschlag zu verstehen. Je nach Standpunkt sind auch andere Abgrenzungen und Deutungen möglich.

### Erster Satz: Allegro
C-Dur, 4/4-Takt, 81 Takte

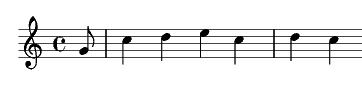
Die auf dem Alleluja basierende Hauptmelodie

Der Satz eröffnet mit einem achttaktigen Thema, das aus zweitaktigen Bausteinen besteht und durch seine Triller und Läufe einen barocken Charakter bekommt. Stimmführend sind dabei 1. Oboe und 1. Violine. Versteckt in den Mittelstimmen (2. Oboe, Hörner, 2. Violine, z. T. Bass) tritt zudem – von der „Hauptmelodie“ überlagert – das gregorianische Alleluja auf (in rhythmisch angepasster Form: mit Auftakt und durch Pausen unterbrochen). Die Hauptmelodie kann dabei als Umspielung der von den Mittelstimmen vorgetragenen Alleluja-Version interpretiert werden.
Ab Takt 8 schließt sich eine Passage mit kleinen Fanfaren, virtuosen Läufen und einem Tonwiederholungs-Motiv an. Das zweite Thema (Takt 20;ff.) in der Dominanttonart G-Dur stellt eine weitere Variante des Allelujas dar: Die parallel geführten Violinen spielen im Piano unter lang ausgehaltenem D der 1. Oboe den Anfang des Themas, verziert mit Triller, Trübung nach Moll und Modulierungen über g-Moll, D-Dur, B-Dur und Es-Dur. Der Themenkopf (die ersten vier Töne) wird dann in einer Tremolopassage (Takt 30;ff.) fortgesponnen und führt zur kurzen Schlussgruppe (Takt 35–37). Die Exposition endet mit Akkordschlägen auf G und wird wiederholt.
Die Durchführung beginnt in G-Dur wie die Exposition mit der Überlagerung beider Themen. Ab Takt 45 moduliert Haydn mit Sechzehntel-Läufen in den Violinen über a-Moll, d-Moll, G-Dur, C-Dur und E-Dur – unterlegt vom Themenkopf des Alleluja-Motivs in den übrigen Streichern und der 2. Oboe. Über eine im Tremolo fallende Linie erfolgt die Rückführung zur Tonika C-Dur, in der in Takt 58 die Reprise einsetzt.
Im Gegensatz zur Exposition tritt das Alleluja-Thema nun deutlich hörbar in den solistisch geführten Bläsern auf. Nach nur einem Überleitungstakt folgt bereits die dem zweiten Thema entsprechende Variante des Allelujas in C-Dur / Moll (Takt 64;ff. analog Takt 20;ff.) mit lang ausgehaltenem G in der 1. Oboe bzw. den Hörnern. Die anschließende Tremolopassage und die Schlussgruppe entsprechen strukturell der Exposition. Auch Durchführung und Reprise werden  wiederholt.
Möglicherweise hat Haydn das erste Auftreten des Allelujas den Mittelstimmen zugewiesen, um den Bibelspruch „die Letzten werden die Ersten sein“ in die Musik einfließen zu lassen.

### Zweiter Satz: Andante
G-Dur, 2/4-Takt, 71 Takte, mit Solo-Flöte, ohne Hörner
Das periodisch aufgebaute Hauptthema des Satzes bekommt durch seinen charakteristischen punktierten Rhythmus einen schreitenden Charakter. Von den Elementen dieses Hauptthemas (insbesondere dem punktierten Rhythmus) lassen sich die weiteren Motive des Satzes ableiten.
Von Takt 9–12 greift die Solo-Flöte den Themenkopf als Variante auf. Auch das folgende vogelrufartige Motiv in der Oboe im Dialog mit einer Streicher-Unisono-Floskel lässt sich auf das Hauptthema zurückführen. Dieser Dialog wird mit veränderten Rollen (Violinen anstelle der Oboen, Flöte anstelle der Violinen) wiederholt. Die Passage steht in der Dominanttonart D-Dur und kann daher und aufgrund ihrer zum vorigen Geschehen kontrastierenden Instrumentierung / Klangfarbe je nach Standpunkt als zweites Thema angesehen werden.
Der Abschnitt von Takt 21ff. basiert auf einer Figur in den Violinen, die sich im punktierten Rhythmus nach zwei Anläufen aufwärts schraubt und in das Schlussmotiv mündet (Takt 27ff.). Hier greift die Oboe das „Vogelruf-Motiv“ wieder auf, das dem Motiv der Schlussgruppe vom ersten Satz ähnelt. Die Exposition endet in Takt 29 in D-Dur.
Der anschließende „Mittelteil“ (keine Durchführung im engeren Sinne, da kein Material der Exposition verarbeitet wird) bringt zunächst nochmals das Hauptthema in D-Dur, um dann für ein längeres Solo der Flöte Raum zu bieten. Dabei moduliert Haydn im Quintenzirkel abwärts (Takt 35ff.): e-Moll / Dur, a-Moll, D-Dur, G-Dur und C-Dur. Die Reprise (ab Takt 45) ist ähnlich der Exposition strukturiert, jedoch ist die Instrumentierung etwas verändert (bspw. Beteiligung der Flöte in der Schlussgruppe).

### Dritter Satz: Finale. Tempo di Menuet, più tosto Allegretto
C-Dur, 3/4-Takt, 115 Takte
Eine Besonderheit der Sinfonie ist die Verschmelzung von Menuett und Finale zu einem rondoartigen „Tempo di Menuet“. Das Menuett hat zwei Trios, jedoch keine Wiederholungen des Menuett-Teils zwischen Trio I und II (Formtyp: A-B-C-A). Beim Menuett (Takt 1–32 sowie 71ff.) und beim Trio II (Takt 53–70, a-Moll) ist das ganze Orchester beteiligt, während das ländlerartige Trio I (Takt 32–52, F-Dur) nur für Flöte und Streicher gesetzt ist.
Der Satz endet mit einer kurzen Coda im Fortissimo. Das Trio II weist u. a. wegen seiner Chromatik – wie auch die Trios der ebenfalls 1765 entstandenen Sinfonien Nr. 28 und Nr. 29 – slawische Züge auf.